# میلدرت نتر
میلدرت نتر (انگلیسی: Mildrette Netter؛ زادهٔ ۱۶ ژوئن ۱۹۴۸) دونده اهل ایالات متحده آمریکا بود.
وی در مسابقات کشوری و بین‌المللی در مجموع برندهٔ ۱ مدال طلا شده‌است.